# Benton Township (Des Moines County, Iowa)
Benton ist eine Gemeinde im Des Moines County in Iowa in den Vereinigten Staaten auf einer Ebene westlich des Mississippi
Die Hauptsiedlung Kingston liegt in der nordöstlichen Ecke des nahezu quadratischen Areals mit etwa 9,75 km Kantenlänge, direkt an der einzigen Landstraße, die die Town durchzieht.
Kleinunternehmer sind die Hauptquellen des Broterwerbs in der Region. So stellen die Truckfahrer die größte Beschäftigungsgruppe der Town. Große Industriebetriebe sind in der Gemeinde nicht vertreten.
In Benton wurden besonders deutsche, insbesondere preußische und lippische Auswanderer der 1860er/1870er Jahre sesshaft. Noch heute stammen knapp 50 % aller Einwohner von deutschen Einwanderern ab.

## Umgebende Ortschaften
- Nordosten: Huron
- Osten: Oquawka (Henderson County, Illinois)
- Osten: Jackson
- Südosten: Gladstone (Henderson County, Illinois)
- Süden: Tama
- Südwesten: Flint River
- Westen: Franklin
- Nordwesten: Yellow Springs